# Pachypleurosauria
I pachipleurosauri (Pachypleurosauria) sono un gruppo di rettili acquatici estinti appartenenti ai saurotterigi, vissuti nel Triassico medio (tra 242 e 235 milioni di anni fa). I loro resti fossili sono stati ritrovati in Europa e in Asia.

## Descrizione
Questi animali possedevano un aspetto simile a quello dei rettili terrestri, con un'anatomia scheletrica poco specializzata, ma erano senza dubbio animali acquatici: le ossa dei cinti scapolare e pelvico, infatti, erano piuttosto esili. I pachipleurosauri avevano una forma allungata, ed erano dotati di piccole teste, lunghi colli e code, e zampe relativamente brevi e simili a pagaie. Il cranio, solitamente di forma quasi triangolare se visto dall'alto, possedeva orbite grandi ed era dotato di piccoli denti appuntiti che sporgevano verso l'infuori delle fauci. Le dimensioni dei pachipleurosauri variavano da circa 20 centimetri di lunghezza a oltre un metro, a seconda delle specie.
Sotto numerosi punti di vista, lo scheletro dei pachipleurosauri differiva da quello di altri rettili marini molto affini, i notosauri; il cranio dei primi, ad esempio, non era appiattito, e non era presente la strozzatura nella parte anteriore del muso, caratteristica invece dei notosauri. Le finestre temporali, inoltre, erano piccole e vi era un anello sclerotico all'interno dell'orbita. L'omero era notevolmente robusto e leggermente ricurvo. Era presente, nella maggior parte delle forme, un certo grado di ispessimento delle costole (pachiostosi), tipico di numerosi vertebrati acquatici. La coda era molto lunga e compressa lateralmente (al contrario di molti saurotterigi). Altra caratteristica distintiva del gruppo era data dall'ornamentazione presente sulla superficie di numerose ossa, assente invece in altri saurotterigi.

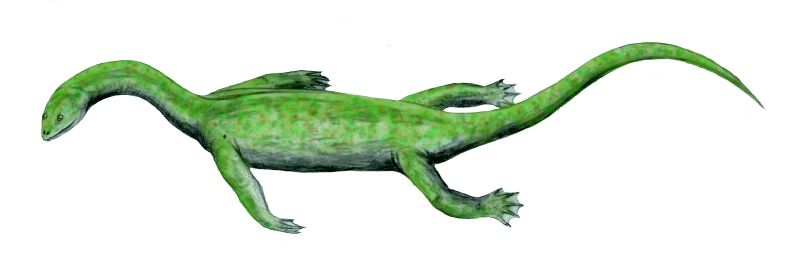
Ricostruzione di Keichousaurus hui

## Classificazione
Questi animali sono stati a lungo tempo inclusi fra i notosauri, un gruppo di rettili acquatici posti evolutivamente vicino ai plesiosauri dal collo lungo e dalle zampe a pagaia (Carroll 1988). Ricerche più recenti, però, hanno stabilito che i pachipleurosauri (in virtù delle loro numerose caratteristiche anatomiche) erano troppo specializzati per essere inclusi fra i notosauri primitivi (Rieppel 2000), e sono considerati il sister group del clade noto come Eusauropterygia.
Si suppone che i pachipleurosauri si siano originati nel corso del Triassico inferiore da un rettile acquatico poco specializzato simile a Claudiosaurus. In seguito si diffusero in Europa (i resti fossili sono stati ritrovati principalmente in Germania, Svizzera e Italia) e in Asia (Cina). Sembra che i rappresentanti più primitivi di pachipleurosauri si siano originati in Asia (Majiashanosaurus, Panzhousaurus, Keichousaurus, Dianopachysaurus, Hanosaurus) e poi si siano spostati in Europa (Anarosaurus, Dactylosaurus) nel corso dell'Anisico. Le forme più derivate sono Odoiporosaurus, Serpianosaurus e Neusticosaurus (noto anche come Pachypleurosaurus), i cui resti fossili si rinvengono in gran numero nel giacimento di Besano - Monte San Giorgio. A questo gruppo potrebbero appartenere anche Proneusticosaurus della Polonia e Prosantosaurus della Svizzera. Nel 2011 e nel 2015 sono state descritte forme cinesi (Diandongosaurus, Dianmeisaurus) che mostrano caratteristiche intermedie tra quelle dei pachipleurosauri e quelle dei notosauri come Simosaurus (Shang et al., 2011). Altri saurotterigi che mostrano caratteristiche basali rinvenuti in Cina sono Wumengosaurus e Qianxisaurus. Alcune analisi indicano che i pachipleurosauri non sarebbero un gruppo monofiletico, ma un insieme parafiletico comprendente alcune forme (tra cui Keichousaurus e Majiashanosaurus) affini ai notosauri (Jiang et al., 2014). Studi più recenti, tuttavia, mostrerebbero i pachipleurosauri come un gruppo monofiletico, con una prima radiazione evolutiva asiatica, seguita da due distinte radiazioni europee forse collegate, per finire con forme più specializzate asiatiche (tra cui Wumengosaurus e Honghesaurus).

### Tassonomia
Di seguito è mostrato un cladogramma tratto dal lavoro di Xu e colleghi (2022):

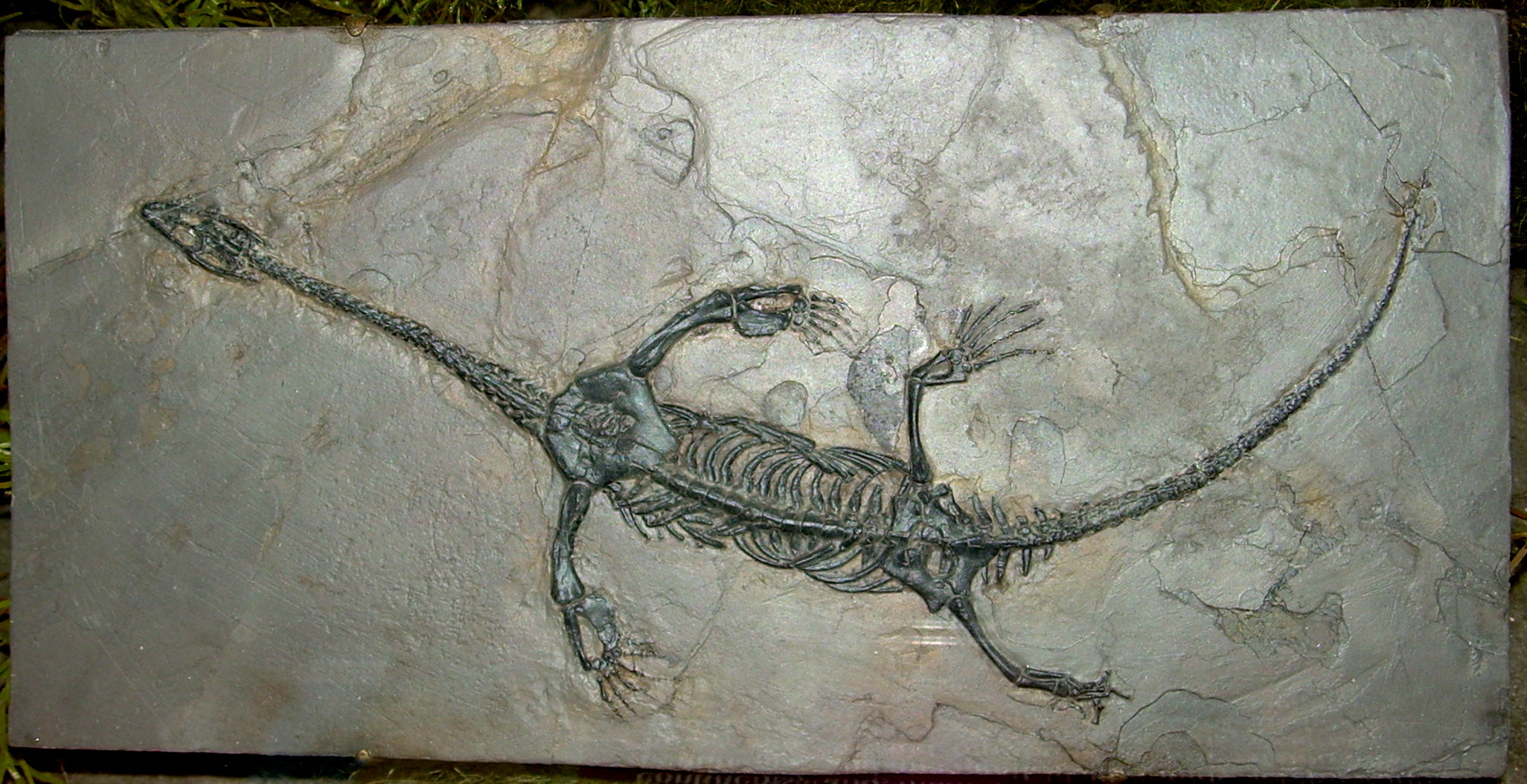
Fossile di Keichousaurus hui

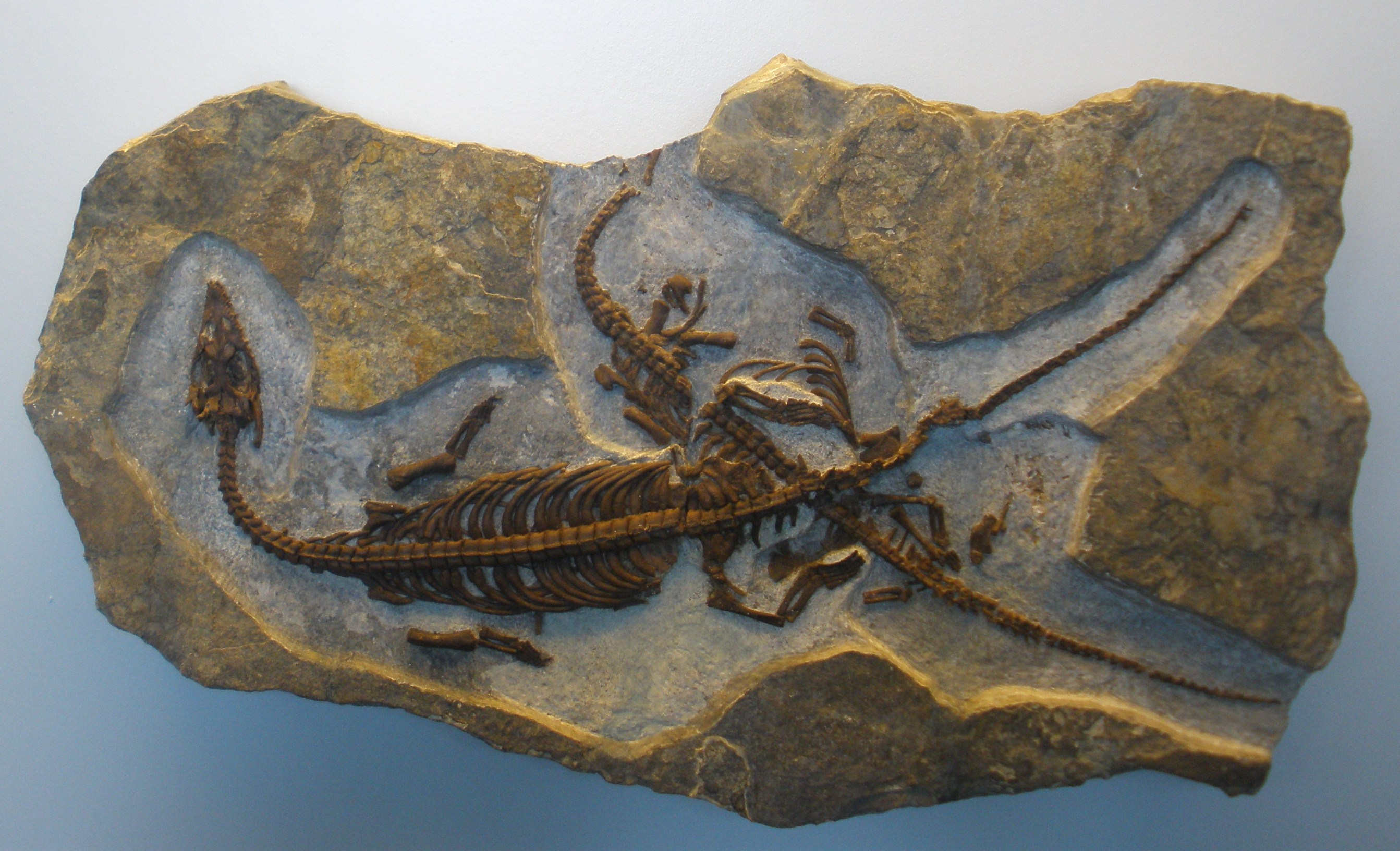
Fossile di Serpianosaurus mirigiolensis

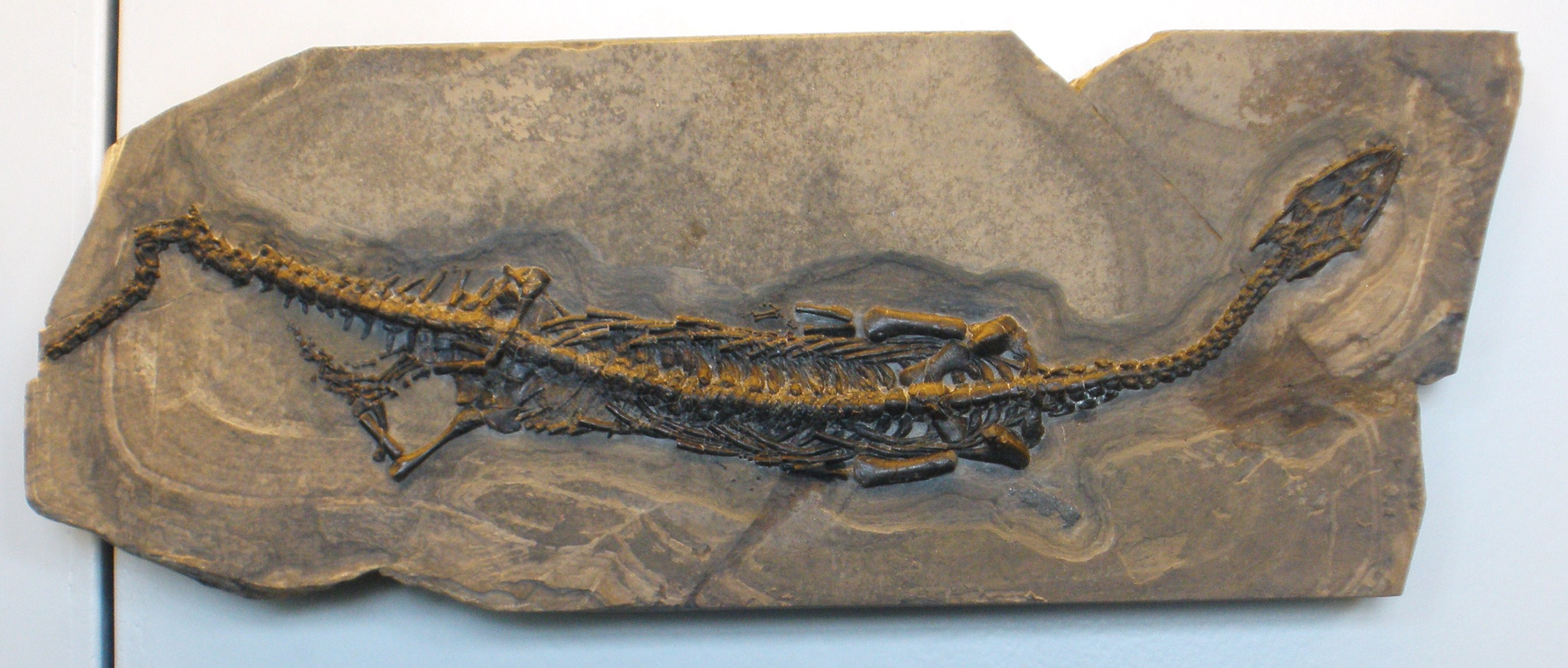
Fossile di Neusticosaurus pusillus

|  | Majiashanosaurus                                                  |
|  |                                                                   |
|  | \| \| Diandongosaurus \| \| \| \| \| \| Dianmeisaurus \| \| \| \| |
|  |                                                                   |
|  | Diandongosaurus                                                   |
|  |                                                                   |
|  | Dianmeisaurus                                                     |
|  |                                                                   |

|  | Diandongosaurus |
|  |                 |
|  | Dianmeisaurus   |
|  |                 |

|  | Dianopachysaurus |
|  |                  |
|  | Keichousaurus    |
|  |                  |

|  | Dactylosaurus                                                  |
|  |                                                                |
|  | \| \| Anarosaurus \| \| \| \| \| \| Odoiporosaurus \| \| \| \| |
|  |                                                                |
|  | Anarosaurus                                                    |
|  |                                                                |
|  | Odoiporosaurus                                                 |
|  |                                                                |

|  | Anarosaurus    |
|  |                |
|  | Odoiporosaurus |
|  |                |

|  | Serpianosaurus |
|  |                |
|  | Neusticosaurus |
|  |                |

|  | Qianxisaurus                                                   |
|  |                                                                |
|  | \| \| Honghesaurus \| \| \| \| \| \| Wumengosaurus \| \| \| \| |
|  |                                                                |
|  | Honghesaurus                                                   |
|  |                                                                |
|  | Wumengosaurus                                                  |
|  |                                                                |

|  | Honghesaurus  |
|  |               |
|  | Wumengosaurus |
|  |               |

|  | Serpianosaurus |
|  |                |
|  | Neusticosaurus |
|  |                |

|  | Qianxisaurus                                                   |
|  |                                                                |
|  | \| \| Honghesaurus \| \| \| \| \| \| Wumengosaurus \| \| \| \| |
|  |                                                                |
|  | Honghesaurus                                                   |
|  |                                                                |
|  | Wumengosaurus                                                  |
|  |                                                                |

|  | Honghesaurus  |
|  |               |
|  | Wumengosaurus |
|  |               |

|  | Dactylosaurus                                                  |
|  |                                                                |
|  | \| \| Anarosaurus \| \| \| \| \| \| Odoiporosaurus \| \| \| \| |
|  |                                                                |
|  | Anarosaurus                                                    |
|  |                                                                |
|  | Odoiporosaurus                                                 |
|  |                                                                |

|  | Anarosaurus    |
|  |                |
|  | Odoiporosaurus |
|  |                |

|  | Serpianosaurus |
|  |                |
|  | Neusticosaurus |
|  |                |

|  | Qianxisaurus                                                   |
|  |                                                                |
|  | \| \| Honghesaurus \| \| \| \| \| \| Wumengosaurus \| \| \| \| |
|  |                                                                |
|  | Honghesaurus                                                   |
|  |                                                                |
|  | Wumengosaurus                                                  |
|  |                                                                |

|  | Honghesaurus  |
|  |               |
|  | Wumengosaurus |
|  |               |

|  | Serpianosaurus |
|  |                |
|  | Neusticosaurus |
|  |                |

|  | Qianxisaurus                                                   |
|  |                                                                |
|  | \| \| Honghesaurus \| \| \| \| \| \| Wumengosaurus \| \| \| \| |
|  |                                                                |
|  | Honghesaurus                                                   |
|  |                                                                |
|  | Wumengosaurus                                                  |
|  |                                                                |

|  | Honghesaurus  |
|  |               |
|  | Wumengosaurus |
|  |               |

|  | Dianopachysaurus |
|  |                  |
|  | Keichousaurus    |
|  |                  |

|  | Dactylosaurus                                                  |
|  |                                                                |
|  | \| \| Anarosaurus \| \| \| \| \| \| Odoiporosaurus \| \| \| \| |
|  |                                                                |
|  | Anarosaurus                                                    |
|  |                                                                |
|  | Odoiporosaurus                                                 |
|  |                                                                |

|  | Anarosaurus    |
|  |                |
|  | Odoiporosaurus |
|  |                |

|  | Serpianosaurus |
|  |                |
|  | Neusticosaurus |
|  |                |

|  | Qianxisaurus                                                   |
|  |                                                                |
|  | \| \| Honghesaurus \| \| \| \| \| \| Wumengosaurus \| \| \| \| |
|  |                                                                |
|  | Honghesaurus                                                   |
|  |                                                                |
|  | Wumengosaurus                                                  |
|  |                                                                |

|  | Honghesaurus  |
|  |               |
|  | Wumengosaurus |
|  |               |

|  | Serpianosaurus |
|  |                |
|  | Neusticosaurus |
|  |                |

|  | Qianxisaurus                                                   |
|  |                                                                |
|  | \| \| Honghesaurus \| \| \| \| \| \| Wumengosaurus \| \| \| \| |
|  |                                                                |
|  | Honghesaurus                                                   |
|  |                                                                |
|  | Wumengosaurus                                                  |
|  |                                                                |

|  | Honghesaurus  |
|  |               |
|  | Wumengosaurus |
|  |               |

|  | Dactylosaurus                                                  |
|  |                                                                |
|  | \| \| Anarosaurus \| \| \| \| \| \| Odoiporosaurus \| \| \| \| |
|  |                                                                |
|  | Anarosaurus                                                    |
|  |                                                                |
|  | Odoiporosaurus                                                 |
|  |                                                                |

|  | Anarosaurus    |
|  |                |
|  | Odoiporosaurus |
|  |                |

|  | Serpianosaurus |
|  |                |
|  | Neusticosaurus |
|  |                |

|  | Qianxisaurus                                                   |
|  |                                                                |
|  | \| \| Honghesaurus \| \| \| \| \| \| Wumengosaurus \| \| \| \| |
|  |                                                                |
|  | Honghesaurus                                                   |
|  |                                                                |
|  | Wumengosaurus                                                  |
|  |                                                                |

|  | Honghesaurus  |
|  |               |
|  | Wumengosaurus |
|  |               |

|  | Serpianosaurus |
|  |                |
|  | Neusticosaurus |
|  |                |

|  | Qianxisaurus                                                   |
|  |                                                                |
|  | \| \| Honghesaurus \| \| \| \| \| \| Wumengosaurus \| \| \| \| |
|  |                                                                |
|  | Honghesaurus                                                   |
|  |                                                                |
|  | Wumengosaurus                                                  |
|  |                                                                |

|  | Honghesaurus  |
|  |               |
|  | Wumengosaurus |
|  |               |

|  | Dianopachysaurus |
|  |                  |
|  | Keichousaurus    |
|  |                  |

|  | Dactylosaurus                                                  |
|  |                                                                |
|  | \| \| Anarosaurus \| \| \| \| \| \| Odoiporosaurus \| \| \| \| |
|  |                                                                |
|  | Anarosaurus                                                    |
|  |                                                                |
|  | Odoiporosaurus                                                 |
|  |                                                                |

|  | Anarosaurus    |
|  |                |
|  | Odoiporosaurus |
|  |                |

|  | Serpianosaurus |
|  |                |
|  | Neusticosaurus |
|  |                |

|  | Qianxisaurus                                                   |
|  |                                                                |
|  | \| \| Honghesaurus \| \| \| \| \| \| Wumengosaurus \| \| \| \| |
|  |                                                                |
|  | Honghesaurus                                                   |
|  |                                                                |
|  | Wumengosaurus                                                  |
|  |                                                                |

|  | Honghesaurus  |
|  |               |
|  | Wumengosaurus |
|  |               |

|  | Serpianosaurus |
|  |                |
|  | Neusticosaurus |
|  |                |

|  | Qianxisaurus                                                   |
|  |                                                                |
|  | \| \| Honghesaurus \| \| \| \| \| \| Wumengosaurus \| \| \| \| |
|  |                                                                |
|  | Honghesaurus                                                   |
|  |                                                                |
|  | Wumengosaurus                                                  |
|  |                                                                |

|  | Honghesaurus  |
|  |               |
|  | Wumengosaurus |
|  |               |

|  | Dactylosaurus                                                  |
|  |                                                                |
|  | \| \| Anarosaurus \| \| \| \| \| \| Odoiporosaurus \| \| \| \| |
|  |                                                                |
|  | Anarosaurus                                                    |
|  |                                                                |
|  | Odoiporosaurus                                                 |
|  |                                                                |

|  | Anarosaurus    |
|  |                |
|  | Odoiporosaurus |
|  |                |

|  | Serpianosaurus |
|  |                |
|  | Neusticosaurus |
|  |                |

|  | Qianxisaurus                                                   |
|  |                                                                |
|  | \| \| Honghesaurus \| \| \| \| \| \| Wumengosaurus \| \| \| \| |
|  |                                                                |
|  | Honghesaurus                                                   |
|  |                                                                |
|  | Wumengosaurus                                                  |
|  |                                                                |

|  | Honghesaurus  |
|  |               |
|  | Wumengosaurus |
|  |               |

|  | Serpianosaurus |
|  |                |
|  | Neusticosaurus |
|  |                |

|  | Qianxisaurus                                                   |
|  |                                                                |
|  | \| \| Honghesaurus \| \| \| \| \| \| Wumengosaurus \| \| \| \| |
|  |                                                                |
|  | Honghesaurus                                                   |
|  |                                                                |
|  | Wumengosaurus                                                  |
|  |                                                                |

|  | Honghesaurus  |
|  |               |
|  | Wumengosaurus |
|  |               |

|  | Dianopachysaurus |
|  |                  |
|  | Keichousaurus    |
|  |                  |

|  | Dactylosaurus                                                  |
|  |                                                                |
|  | \| \| Anarosaurus \| \| \| \| \| \| Odoiporosaurus \| \| \| \| |
|  |                                                                |
|  | Anarosaurus                                                    |
|  |                                                                |
|  | Odoiporosaurus                                                 |
|  |                                                                |

|  | Anarosaurus    |
|  |                |
|  | Odoiporosaurus |
|  |                |

|  | Serpianosaurus |
|  |                |
|  | Neusticosaurus |
|  |                |

|  | Qianxisaurus                                                   |
|  |                                                                |
|  | \| \| Honghesaurus \| \| \| \| \| \| Wumengosaurus \| \| \| \| |
|  |                                                                |
|  | Honghesaurus                                                   |
|  |                                                                |
|  | Wumengosaurus                                                  |
|  |                                                                |

|  | Honghesaurus  |
|  |               |
|  | Wumengosaurus |
|  |               |

|  | Serpianosaurus |
|  |                |
|  | Neusticosaurus |
|  |                |

|  | Qianxisaurus                                                   |
|  |                                                                |
|  | \| \| Honghesaurus \| \| \| \| \| \| Wumengosaurus \| \| \| \| |
|  |                                                                |
|  | Honghesaurus                                                   |
|  |                                                                |
|  | Wumengosaurus                                                  |
|  |                                                                |

|  | Honghesaurus  |
|  |               |
|  | Wumengosaurus |
|  |               |

|  | Dactylosaurus                                                  |
|  |                                                                |
|  | \| \| Anarosaurus \| \| \| \| \| \| Odoiporosaurus \| \| \| \| |
|  |                                                                |
|  | Anarosaurus                                                    |
|  |                                                                |
|  | Odoiporosaurus                                                 |
|  |                                                                |

|  | Anarosaurus    |
|  |                |
|  | Odoiporosaurus |
|  |                |

|  | Serpianosaurus |
|  |                |
|  | Neusticosaurus |
|  |                |

|  | Qianxisaurus                                                   |
|  |                                                                |
|  | \| \| Honghesaurus \| \| \| \| \| \| Wumengosaurus \| \| \| \| |
|  |                                                                |
|  | Honghesaurus                                                   |
|  |                                                                |
|  | Wumengosaurus                                                  |
|  |                                                                |

|  | Honghesaurus  |
|  |               |
|  | Wumengosaurus |
|  |               |

|  | Serpianosaurus |
|  |                |
|  | Neusticosaurus |
|  |                |

|  | Qianxisaurus                                                   |
|  |                                                                |
|  | \| \| Honghesaurus \| \| \| \| \| \| Wumengosaurus \| \| \| \| |
|  |                                                                |
|  | Honghesaurus                                                   |
|  |                                                                |
|  | Wumengosaurus                                                  |
|  |                                                                |

|  | Honghesaurus  |
|  |               |
|  | Wumengosaurus |
|  |               |

|  | Majiashanosaurus                                                  |
|  |                                                                   |
|  | \| \| Diandongosaurus \| \| \| \| \| \| Dianmeisaurus \| \| \| \| |
|  |                                                                   |
|  | Diandongosaurus                                                   |
|  |                                                                   |
|  | Dianmeisaurus                                                     |
|  |                                                                   |

|  | Diandongosaurus |
|  |                 |
|  | Dianmeisaurus   |
|  |                 |

|  | Dianopachysaurus |
|  |                  |
|  | Keichousaurus    |
|  |                  |

|  | Dactylosaurus                                                  |
|  |                                                                |
|  | \| \| Anarosaurus \| \| \| \| \| \| Odoiporosaurus \| \| \| \| |
|  |                                                                |
|  | Anarosaurus                                                    |
|  |                                                                |
|  | Odoiporosaurus                                                 |
|  |                                                                |

|  | Anarosaurus    |
|  |                |
|  | Odoiporosaurus |
|  |                |

|  | Serpianosaurus |
|  |                |
|  | Neusticosaurus |
|  |                |

|  | Qianxisaurus                                                   |
|  |                                                                |
|  | \| \| Honghesaurus \| \| \| \| \| \| Wumengosaurus \| \| \| \| |
|  |                                                                |
|  | Honghesaurus                                                   |
|  |                                                                |
|  | Wumengosaurus                                                  |
|  |                                                                |

|  | Honghesaurus  |
|  |               |
|  | Wumengosaurus |
|  |               |

|  | Serpianosaurus |
|  |                |
|  | Neusticosaurus |
|  |                |

|  | Qianxisaurus                                                   |
|  |                                                                |
|  | \| \| Honghesaurus \| \| \| \| \| \| Wumengosaurus \| \| \| \| |
|  |                                                                |
|  | Honghesaurus                                                   |
|  |                                                                |
|  | Wumengosaurus                                                  |
|  |                                                                |

|  | Honghesaurus  |
|  |               |
|  | Wumengosaurus |
|  |               |

|  | Dactylosaurus                                                  |
|  |                                                                |
|  | \| \| Anarosaurus \| \| \| \| \| \| Odoiporosaurus \| \| \| \| |
|  |                                                                |
|  | Anarosaurus                                                    |
|  |                                                                |
|  | Odoiporosaurus                                                 |
|  |                                                                |

|  | Anarosaurus    |
|  |                |
|  | Odoiporosaurus |
|  |                |

|  | Serpianosaurus |
|  |                |
|  | Neusticosaurus |
|  |                |

|  | Qianxisaurus                                                   |
|  |                                                                |
|  | \| \| Honghesaurus \| \| \| \| \| \| Wumengosaurus \| \| \| \| |
|  |                                                                |
|  | Honghesaurus                                                   |
|  |                                                                |
|  | Wumengosaurus                                                  |
|  |                                                                |

|  | Honghesaurus  |
|  |               |
|  | Wumengosaurus |
|  |               |

|  | Serpianosaurus |
|  |                |
|  | Neusticosaurus |
|  |                |

|  | Qianxisaurus                                                   |
|  |                                                                |
|  | \| \| Honghesaurus \| \| \| \| \| \| Wumengosaurus \| \| \| \| |
|  |                                                                |
|  | Honghesaurus                                                   |
|  |                                                                |
|  | Wumengosaurus                                                  |
|  |                                                                |

|  | Honghesaurus  |
|  |               |
|  | Wumengosaurus |
|  |               |

|  | Dianopachysaurus |
|  |                  |
|  | Keichousaurus    |
|  |                  |

|  | Dactylosaurus                                                  |
|  |                                                                |
|  | \| \| Anarosaurus \| \| \| \| \| \| Odoiporosaurus \| \| \| \| |
|  |                                                                |
|  | Anarosaurus                                                    |
|  |                                                                |
|  | Odoiporosaurus                                                 |
|  |                                                                |

|  | Anarosaurus    |
|  |                |
|  | Odoiporosaurus |
|  |                |

|  | Serpianosaurus |
|  |                |
|  | Neusticosaurus |
|  |                |

|  | Qianxisaurus                                                   |
|  |                                                                |
|  | \| \| Honghesaurus \| \| \| \| \| \| Wumengosaurus \| \| \| \| |
|  |                                                                |
|  | Honghesaurus                                                   |
|  |                                                                |
|  | Wumengosaurus                                                  |
|  |                                                                |

|  | Honghesaurus  |
|  |               |
|  | Wumengosaurus |
|  |               |

|  | Serpianosaurus |
|  |                |
|  | Neusticosaurus |
|  |                |

|  | Qianxisaurus                                                   |
|  |                                                                |
|  | \| \| Honghesaurus \| \| \| \| \| \| Wumengosaurus \| \| \| \| |
|  |                                                                |
|  | Honghesaurus                                                   |
|  |                                                                |
|  | Wumengosaurus                                                  |
|  |                                                                |

|  | Honghesaurus  |
|  |               |
|  | Wumengosaurus |
|  |               |

|  | Dactylosaurus                                                  |
|  |                                                                |
|  | \| \| Anarosaurus \| \| \| \| \| \| Odoiporosaurus \| \| \| \| |
|  |                                                                |
|  | Anarosaurus                                                    |
|  |                                                                |
|  | Odoiporosaurus                                                 |
|  |                                                                |

|  | Anarosaurus    |
|  |                |
|  | Odoiporosaurus |
|  |                |

|  | Serpianosaurus |
|  |                |
|  | Neusticosaurus |
|  |                |

|  | Qianxisaurus                                                   |
|  |                                                                |
|  | \| \| Honghesaurus \| \| \| \| \| \| Wumengosaurus \| \| \| \| |
|  |                                                                |
|  | Honghesaurus                                                   |
|  |                                                                |
|  | Wumengosaurus                                                  |
|  |                                                                |

|  | Honghesaurus  |
|  |               |
|  | Wumengosaurus |
|  |               |

|  | Serpianosaurus |
|  |                |
|  | Neusticosaurus |
|  |                |

|  | Qianxisaurus                                                   |
|  |                                                                |
|  | \| \| Honghesaurus \| \| \| \| \| \| Wumengosaurus \| \| \| \| |
|  |                                                                |
|  | Honghesaurus                                                   |
|  |                                                                |
|  | Wumengosaurus                                                  |
|  |                                                                |

|  | Honghesaurus  |
|  |               |
|  | Wumengosaurus |
|  |               |

|  | Dianopachysaurus |
|  |                  |
|  | Keichousaurus    |
|  |                  |

|  | Dactylosaurus                                                  |
|  |                                                                |
|  | \| \| Anarosaurus \| \| \| \| \| \| Odoiporosaurus \| \| \| \| |
|  |                                                                |
|  | Anarosaurus                                                    |
|  |                                                                |
|  | Odoiporosaurus                                                 |
|  |                                                                |

|  | Anarosaurus    |
|  |                |
|  | Odoiporosaurus |
|  |                |

|  | Serpianosaurus |
|  |                |
|  | Neusticosaurus |
|  |                |

|  | Qianxisaurus                                                   |
|  |                                                                |
|  | \| \| Honghesaurus \| \| \| \| \| \| Wumengosaurus \| \| \| \| |
|  |                                                                |
|  | Honghesaurus                                                   |
|  |                                                                |
|  | Wumengosaurus                                                  |
|  |                                                                |

|  | Honghesaurus  |
|  |               |
|  | Wumengosaurus |
|  |               |

|  | Serpianosaurus |
|  |                |
|  | Neusticosaurus |
|  |                |

|  | Qianxisaurus                                                   |
|  |                                                                |
|  | \| \| Honghesaurus \| \| \| \| \| \| Wumengosaurus \| \| \| \| |
|  |                                                                |
|  | Honghesaurus                                                   |
|  |                                                                |
|  | Wumengosaurus                                                  |
|  |                                                                |

|  | Honghesaurus  |
|  |               |
|  | Wumengosaurus |
|  |               |

|  | Dactylosaurus                                                  |
|  |                                                                |
|  | \| \| Anarosaurus \| \| \| \| \| \| Odoiporosaurus \| \| \| \| |
|  |                                                                |
|  | Anarosaurus                                                    |
|  |                                                                |
|  | Odoiporosaurus                                                 |
|  |                                                                |

|  | Anarosaurus    |
|  |                |
|  | Odoiporosaurus |
|  |                |

|  | Serpianosaurus |
|  |                |
|  | Neusticosaurus |
|  |                |

|  | Qianxisaurus                                                   |
|  |                                                                |
|  | \| \| Honghesaurus \| \| \| \| \| \| Wumengosaurus \| \| \| \| |
|  |                                                                |
|  | Honghesaurus                                                   |
|  |                                                                |
|  | Wumengosaurus                                                  |
|  |                                                                |

|  | Honghesaurus  |
|  |               |
|  | Wumengosaurus |
|  |               |

|  | Serpianosaurus |
|  |                |
|  | Neusticosaurus |
|  |                |

|  | Qianxisaurus                                                   |
|  |                                                                |
|  | \| \| Honghesaurus \| \| \| \| \| \| Wumengosaurus \| \| \| \| |
|  |                                                                |
|  | Honghesaurus                                                   |
|  |                                                                |
|  | Wumengosaurus                                                  |
|  |                                                                |

|  | Honghesaurus  |
|  |               |
|  | Wumengosaurus |
|  |               |

|  | Dianopachysaurus |
|  |                  |
|  | Keichousaurus    |
|  |                  |

|  | Dactylosaurus                                                  |
|  |                                                                |
|  | \| \| Anarosaurus \| \| \| \| \| \| Odoiporosaurus \| \| \| \| |
|  |                                                                |
|  | Anarosaurus                                                    |
|  |                                                                |
|  | Odoiporosaurus                                                 |
|  |                                                                |

|  | Anarosaurus    |
|  |                |
|  | Odoiporosaurus |
|  |                |

|  | Serpianosaurus |
|  |                |
|  | Neusticosaurus |
|  |                |

|  | Qianxisaurus                                                   |
|  |                                                                |
|  | \| \| Honghesaurus \| \| \| \| \| \| Wumengosaurus \| \| \| \| |
|  |                                                                |
|  | Honghesaurus                                                   |
|  |                                                                |
|  | Wumengosaurus                                                  |
|  |                                                                |

|  | Honghesaurus  |
|  |               |
|  | Wumengosaurus |
|  |               |

|  | Serpianosaurus |
|  |                |
|  | Neusticosaurus |
|  |                |

|  | Qianxisaurus                                                   |
|  |                                                                |
|  | \| \| Honghesaurus \| \| \| \| \| \| Wumengosaurus \| \| \| \| |
|  |                                                                |
|  | Honghesaurus                                                   |
|  |                                                                |
|  | Wumengosaurus                                                  |
|  |                                                                |

|  | Honghesaurus  |
|  |               |
|  | Wumengosaurus |
|  |               |

|  | Dactylosaurus                                                  |
|  |                                                                |
|  | \| \| Anarosaurus \| \| \| \| \| \| Odoiporosaurus \| \| \| \| |
|  |                                                                |
|  | Anarosaurus                                                    |
|  |                                                                |
|  | Odoiporosaurus                                                 |
|  |                                                                |

|  | Anarosaurus    |
|  |                |
|  | Odoiporosaurus |
|  |                |

|  | Serpianosaurus |
|  |                |
|  | Neusticosaurus |
|  |                |

|  | Qianxisaurus                                                   |
|  |                                                                |
|  | \| \| Honghesaurus \| \| \| \| \| \| Wumengosaurus \| \| \| \| |
|  |                                                                |
|  | Honghesaurus                                                   |
|  |                                                                |
|  | Wumengosaurus                                                  |
|  |                                                                |

|  | Honghesaurus  |
|  |               |
|  | Wumengosaurus |
|  |               |

|  | Serpianosaurus |
|  |                |
|  | Neusticosaurus |
|  |                |

|  | Qianxisaurus                                                   |
|  |                                                                |
|  | \| \| Honghesaurus \| \| \| \| \| \| Wumengosaurus \| \| \| \| |
|  |                                                                |
|  | Honghesaurus                                                   |
|  |                                                                |
|  | Wumengosaurus                                                  |
|  |                                                                |

|  | Honghesaurus  |
|  |               |
|  | Wumengosaurus |
|  |               |

## Paleobiologia
I pachipleurosauri erano creature acquatiche, che vivevano in acque basse, costiere, lagunari o deltizie. Alcune caratteristiche richiamano tuttavia gli antenati terrestri: la morfologia del cranio ad esempio indica la presenza di una membrana timpanica simile a quella dei rettili terrestri. Per questo motivo si suppone che i pachipleurosauri non potessero spingersi a grandi profondità, e forse il loro stile di vita includeva brevi spostamenti sulla terraferma. 

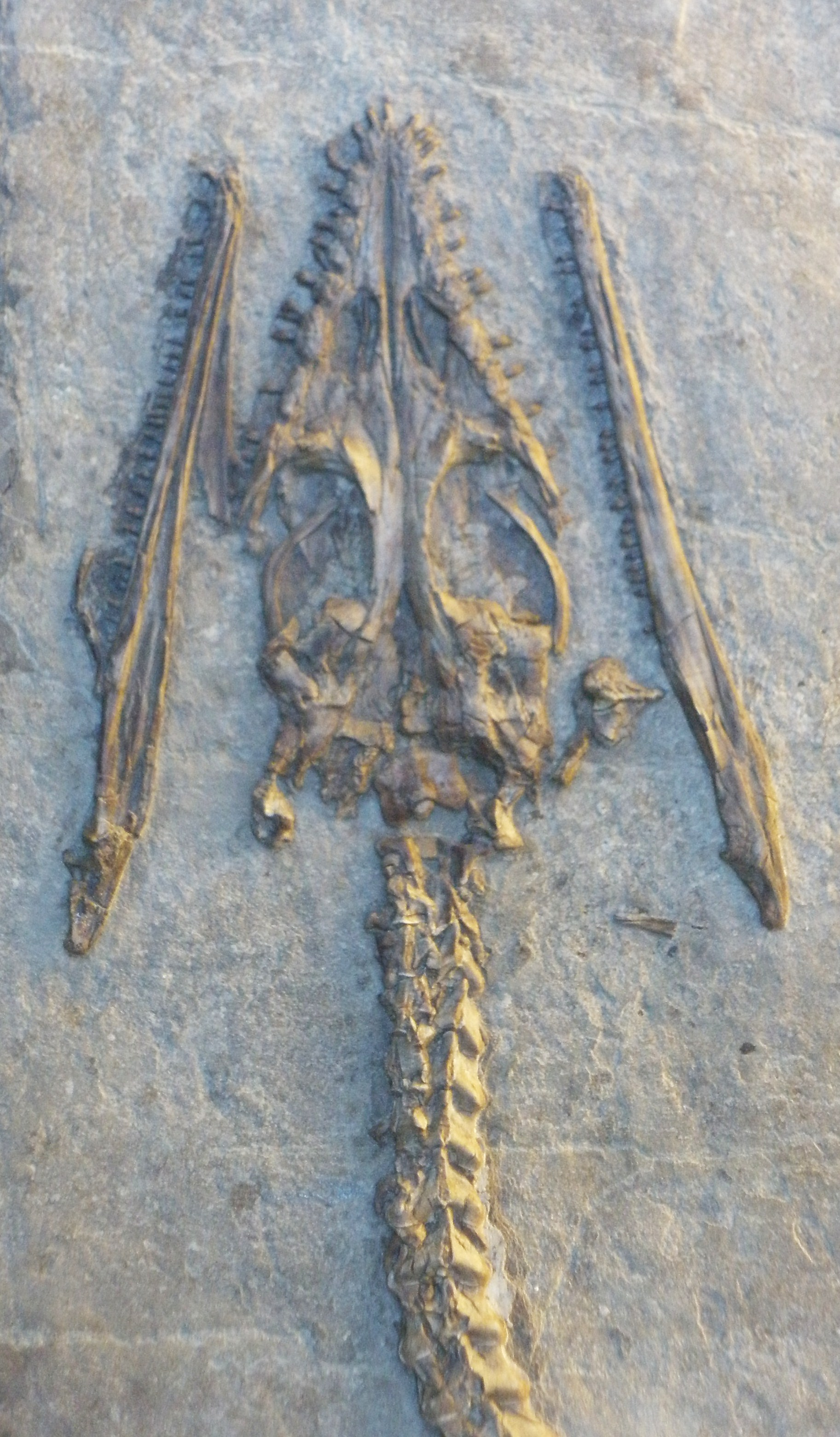
Fossile di Serpianosaurus, in cui i due rami mandibolari si sono separati durante la fossilizzazione

### Possibile viviparità
È stato ipotizzato che almeno alcuni pachipleurosauri fossero animali ovovivipari, cioè che non deponessero le uova sulla terraferma ma le trattenessero nel corpo fino al momento della schiusa (Sander, 1988; Lin e Rieppel, 1998), e scoperte successive sembrerebbero dimostrare ciò: nel 2004 sono stati segnalati fossili di pachipleurosauri cinesi del genere Keichousaurus al cui interno sono presenti minuscoli embrioni. Ciò porterebbe a pensare uno stile di vita completamente acquatico per questi animali.

### Modalità di nutrizione
La dentatura dei pachipleurosauri era omodonte, costituita cioè da denti di forma e lunghezza simile fra loro. Questo tipo di dentatura suggerisce una dieta a base di pesci e di altri organismi marini dal corpo molle. Alcuni studi hanno ipotizzato che i pachipleurosauri adottassero una strategia nutritiva detta suction feeding; in questa modalità, la preda viene sostanzialmente "aspirata" e veniva azzannata con un rapido scatto delle mascelle. In seguito, l'acqua entrata insieme alla preda veniva espulsa dalle fessure fra i denti e la preda veniva infine ingoiata con una tecnica propria di molti rettili attuali: la bocca si apriva e si chiudeva ripetutamente, e la testa veniva spostata sempre più in avanti, così da obbligare la preda a scivolare verso l'esofago (Rieppel, 2002). 

### Locomozione
La morfologia dello scheletro dei pachipleurosauri era notevolmente diversa da quella dei saurotterigi successivi: la coda era molto lunga e relativamente alta, ed è possibile che abbia sostenuto un ruolo importante nella propulsione acquatica di questi animali. Secondo alcuni studi (Carroll e Gaskill, 1985), il pachipleurosauro Neusticosaurus si spostava ancora grazie a una locomozione assiale (ovvero data dall'ondulazione del corpo), al contrario di quella parassiale dei saurotterigi successivi (in cui erano gli arti a giocare un ruolo preponderante). Gli arti anteriori, in ogni caso, erano molto sviluppati e potevano essere utilizzati per direzionare il nuoto. Secondo Carroll e Gaskill, i pachipleurosauri potevano utilizzare le zampe per brevi spostamenti sulla terraferma, in modo simile a quello delle attuali otarie. 

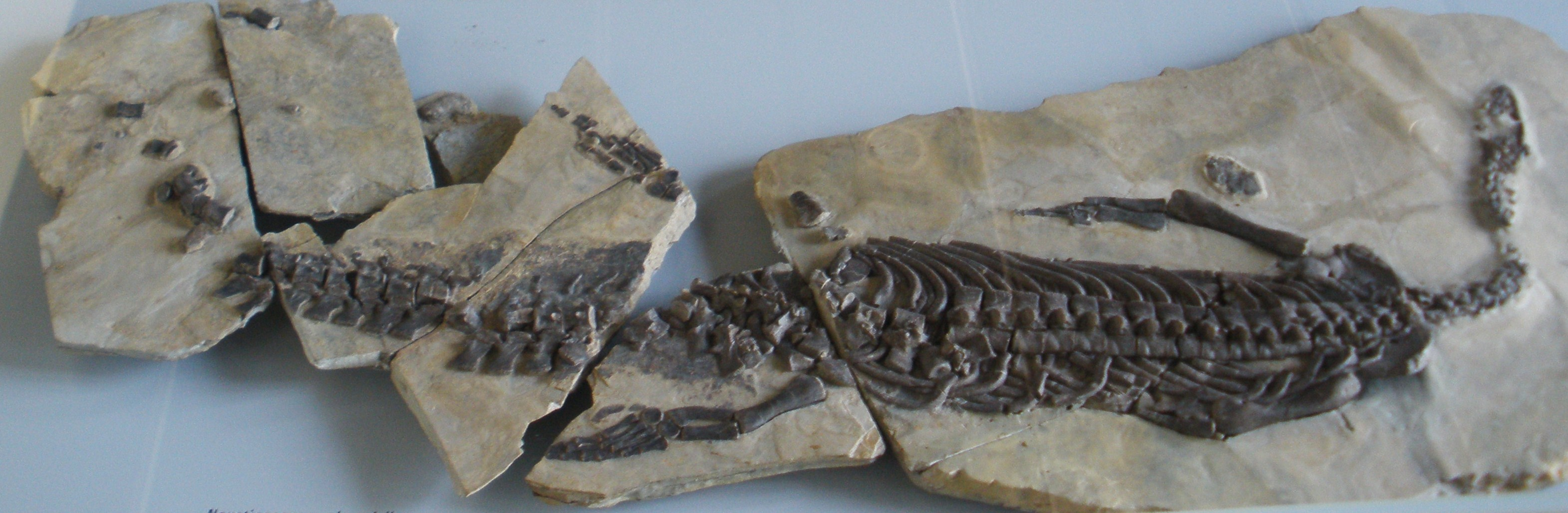
Fossile di Neusticosaurus edwardsi

Altri studi (Storrs, 1993) indicano invece che i pachipleurosauri utilizzavano una locomozione parassiale, in quanto le lunghe coste delle vertebre avrebbero impedito un ampio movimento del corpo. Gli arti anteriori ben sviluppati, invece, sarebbero l'ideale per spingersi attraverso l'acqua. Inoltre, un collo lungo e mobile come quello dei pachipleurosauri sarebbe incompatibile con una propulsione data dal corpo, poiché si creerebbero azioni muscolari in opposizione al serpeggiamento di tronco e coda. Secondo Storrs, l'evoluzione di un modello di locomozione basato sugli arti potrebbe essersi evoluto in seguito al forzato irrigidimento del tronco, causato a sua volta dalla formazione di coste pachiostotiche sviluppatesi per una galleggiabilità ottimale. 

### Ciclo vitale
I fossili di pachipleurosauri sono estremamente abbondanti sia nei giacimenti cinesi che in quelli europei, e ciò ha permesso di comprendere ampiamente la biologia di questi animali. In uno studio del 1989, Sander ha descritto il ciclo vitale di Neusticosaurus peyeri basandosi su un campione di 104 esemplari. Le ossa lunghe dei pachipleurosauri, sezionate orizzontalmente, hanno mostrato anelli di crescita simili a quelli dei rettili attuali, come un tronco d'albero tagliato. Il conto degli anelli ha permesso di ipotizzare che i pachipleurosauri vivevano in media 6-9 anni; alla nascita seguiva un periodo di rapida crescita di circa 2 anni. Dopo questo periodo gli animali crescevano più lentamente. All'interno della specie N. peyeri esistevano due morfotipi (ovvero esemplari caratterizzati da morfologie differenti), probabilmente legati ai due sessi, in particolare per quanto riguarda la forma dell'omero. La comparsa delle differenze morfologiche indicherebbe anche l'inizio dell'età fertile, intorno ai 3-4 anni di età (Sander, 1989).